# Consacrazione di san Lorenzo come diacono
La Consacrazione di san Lorenzo come diacono da parte di Sisto II è un affresco della Cappella Niccolina, decorata nel palazzo Apostolico in Vaticano da Beato Angelico e aiuti (tra cui Benozzo Gozzoli) tra il 1447 e il 1448 circa. L'affresco occupa il riquadro tra due finestre del registro mediano della parete sinistra ed è il primo episodio delle Storie di san Lorenzo.  

## Storia
Beato Angelico lavorò alla Cappella Niccolina durante il suo soggiorno romano tra il 1445 e il 1450. I primi documenti che attestano gli affreschi sono datati tra il 9 maggio e il 1º giugno 1447, durante il pontificato di Niccolò V, ma è possibile che fossero già stati avviati nei due anni precedenti, sotto Eugenio IV. 
Gli affreschi di quella che era la cappella privata del papa dovevano essere terminati, dopo una pausa nell'estate 1447 quando il pittore si recò a Orvieto, entro la fine del 1448. Il 1º gennaio 1449 l'Angelico riceveva infatti la commissione per un nuovo lavoro. 

## Descrizione
La scena della Consacrazione di san Lorenzo è l'unica del ciclo a non essere affiancata a un'altra nella medesima parete, ma, per via della disposizione delle finestre, si erge isolata al centro. Essa è comunque da mettere in diretta relazione con l'episodio della lunetta soprastante con Santo Stefano riceve il diaconato da san Pietro.
Entrambe le scene sono infatti rappresentate in una basilica e mostrano un papa che consegna la pisside e la patena nella cerimonia del conferimento del diaconato. In questo caso però la navata della chiesa è rappresentata di scorcio, in un'ardita costruzione prospettica con cinque colonne per lato che sorreggono un architrave (riferimento all'architettura paleocristiana delle basiliche romane), recedendo fino a una nicchia centrale. Le figure non occupano esattamente il centro, ma il solo elemento in primo piano che si trovi sulla verticale di fuga è il calice che Sisto II sta porgendo a Lorenzo. La prospettiva centrale venne introdotta a Roma proprio dall'Angelico e la rappresentazione di una fuga prospettica di colonne all'interno di una basilica, ripresa poco dopo anche nell'affresco di San Lorenzo che distribuisce le elemosine, è usata qui per la prima volta su scala monumentale, dopo alcuni esperimenti in opere di piccolo formato come la Presentazione al tempio della predella dell'Annunciazione di Cortona (anni 1430) o l'Apparizione dei santi Pietro e Paolo a Domenico della predella dell'Incoronazione della Vergine del Louvre (1434-1435 circa). 
Attorno a queste figure si dispongono a semicerchio altri sacerdoti, diaconi e religiosi vari, ciascuno caratterizzato da vesti ricche di dettagli dorati, oggetti preziosi tenuti in mano o comunque evocativi, come il velo trasparente, reso con grande maestria, del prelato dietro al papa. Il papa, nelle cui fattezze si cela un ritratto di Niccolò V (espediente qui sperimentato per la prima volta, che venne ampiamente riutilizzato in seguito), veste gli abiti pontificali: il camice, la dalmatica, la casula, il pallio e il fanone; particolarmente prezioso è il triregno che indossa, con perle, smalti e pietre preziose, e di grande pregio è anche il suo seggio, decorato da borchie e incisioni.

## Stile
Gli affreschi della Cappella Niccolina sono profondamente diversi da quelli del convento di San Marco a Firenze (1440-1445 circa), per via della ricchezza di dettagli, di citazioni colte, di motivi più vari, ispirati a principi di ricchezza, complessità compositiva e varietà. Come è stato acutamente fatto notare da studiosi come Pope-Hennessy, le differenze non sono però da imputare a uno sviluppo dello stile dell'autore, quanto piuttosto alla diversa destinazione della decorazione: in San Marco gli affreschi dovevano accompagnare ed aiutare la meditazione dei monaci, mentre in Vaticano essi dovevano celebrare la potenza e la vastità degli orizzonti intellettuali del papato nell'impresa di rinnovare i fasti dell'antica Roma dopo il disastroso abbandono della città durante la cattività avignonese. Lo stile della cappella Niccolina sembra dopotutto preannunciarsi nelle vivaci narrazioni della predella della Pala di San Marco (1440-1443 circa) o in altre opere anteriori, magari predelle o opere minori, dove l'artista aveva potuto dare un più libero sfogo al proprio estro creativo. 
Come nelle altre opere dell'Angelico, elemento centrale della pittura è la luce chiara e diffusa.